# マクペラの洞穴
マクペラの洞穴（マクペラのほらあな、ヘブライ語: מערת המכפלה）とは、パレスチナ自治区のヨルダン川西岸の都市ヘブロンにある宗教史跡である。この概念は洞穴のみを指すのではなく、境内にある施設全体を指している。ユダヤ教の伝承、並びに旧約聖書の『創世記』によれば、「民族の父母」と呼ばれているアブラハム、サラ、イサク、リベカ、ヤコブ、レアの六人がこの地に埋葬されているという。同史跡はユダヤ教徒やキリスト教だけでなく、イスラム教徒からも神聖視されている。

## 旧約聖書におけるマクペラの洞穴
旧約聖書におけるマクペラの洞穴の記述は、サラを埋葬するためにアブラハムが同地を含んだ畑をヘト人エフロンから買い取る『創世記』23章の場面にて見ることができる。

## 名称
「マクペラの洞穴」という名称の語義は『創世記』では明らかにされていないのだが、いくつかの説が挙げられている。なお、「マクペラ」 (מכפלה) という単語は「二重、二倍」を意味する語根 "כפל" の派生語である。
- ラビ・アッバ・アリカの説 - 洞穴が二重構造になっているから。
- サムエル・バル・アッバの説 - 「民族の父母」それぞれの夫婦が同じ場所に埋葬されたから。
- ラビ・アッバフの説 - 「民族の父母」だけでなく、人類の父母であるアダムとエバも同地に埋葬されているから。
- マムバム、ラムバン、レデクの説 - 「マクペラ」と呼ばれる畑に洞穴があったから。すなわち、その語源に宗教的な意味を求める必要はない。

## 歴史
マクペラの洞穴の境内に建立されている建造物は、第二神殿時代に建築された史跡建造物のなかでも取り分け美しいとされている。その様式がヘロデ大王の時代の様式に類似していることから、ヘロデ大王の時代に行われた一連の大規模土木事業のひとつと見られている。それに対する反論には、この建造物はヘロデ大王の時代には既に存在しており、それ以前の時代、つまりエドム人がヘブロンを支配していた頃に建てられたというものがある。
ビザンチン時代、境内にはキリスト教徒によってバジリカが建てられたのだが、後のイスラム教徒の支配下において、「アブラハムのモスク」として改修された。
マムルーク朝の時代以降、ユダヤ教徒は境内への立ち入りを禁じられ、南東の門へとつながる階段に近付くことしか許されなかった。
この建造物は英国委任統治時代に本格的な調査が行われたのだが、その包括的な研究結果はフランスにて『ラー・ハラム・アル・ハッリール』という書籍にまとめられて有名になった。
政治家のモーシェ・ダヤンが境内の地下の構造に関する最初の小論文を発表した。
1981年にはキルヤト・アルバの住民グループが洞穴の最下層部まで降りた。彼らは、最下層にはさらに地下へと続く空洞があり、そこにはカナン時代の墓穴があったと報告した。これを受けて調査団が編成されたのだが、その調査には考古学者だけでなく国防軍もメンバーを派遣して協力した。
今日のマクペラの洞穴はイスラエルによってヘブロンの一区画として管理されており、建造物の内部にはシナゴーグとモスクが置かれている。また、建造物の守備には国境警備隊が当たっている。マクペラの洞穴には毎日、ユダヤ教徒、イスラム教徒ともども大勢の参拝者が訪れている。また、割礼、バル（バト）・ミツヴァ、結婚など人生の節々におけるめでたい行事の折にも足を運んでいる。

## マクペラの洞穴虐殺事件とその影響
1994年2月25日のプリム祭の日にマクペラの洞穴虐殺事件と呼ばれる惨事が起きた。キルヤト・アルバの住人バルーフ・ゴールドシュテインが礼拝に来ていた29名のイスラム教徒の命を奪ったのである。
この事件の後、ユダヤ教徒はしばらくの間マクペラの洞穴から締め出され、入場が許されて以降もイスラム教徒とは礼拝所が分けられるようになった。イサクの墓（「イサクの間」）のあるモスクがイスラム教徒の礼拝所で、対するユダヤ教徒は中庭とヤコブの墓がある一室で礼拝を行っており、この規律は1年を通じて厳格に守られている。
ただし、1年の間に10日だけ洞穴のすべてが開放されるのだが、ユダヤ教徒とイスラム教徒ではそれぞれ別の10日間が割り当てられている。ユダヤ教徒の10日間とは、ローシュ・ハ=シャナー、ヨム・ハ=キプリーム、仮庵祭と過越祭の数日間、ハイェイ・サラの安息日、ヨム・キプール・カタンで、この期日には多くのユダヤ教徒が同地を訪れている。また、この期日にだけ例外的に「イサクの間」への入場が許されている。イスラム教徒に解放される日時も、その祭りの習慣に合わせている。

## 新たな文化遺産修復計画
2010年に入り、イスラエル政府はヘブロンの同洞穴及び、「旧約聖書」に登場するラケルの墓の二箇所をユダヤ人の文化遺産として新たに修復することを発表。だが、前述にあるように同地がユダヤ教、イスラム教両者の共通の聖地であることからパレスチナ側が激しく反発。イスラエル政府の同計画発表以来、ヨルダン川西岸ではパレスチナ側の暴動が連日続いている。

## 伝承
- マクペラの洞穴は、旧約聖書において前所有者から満額の銀を支払って購入した三つの場所のひとつに数えられている。それ以外の二箇所は神殿の丘とヨセフの墓である。
- 洞穴の最下層は地底の奥深くにある冥府とつながっているとされる。
- ハザルの伝承では、マクペラの洞穴内にはアダムとエバの墓もあるとされている。